# Island (serie de televisión)
Island (en hangul, 아일랜드; romanización revisada del coreano: Aillaendeu) es una serie de televisión web surcoreana dirigida por Bae Jong y protagonizada por Kim Nam-gil, Lee Da-hee, Cha Eun-woo y Sung Joon. La primera parte se estrenó en la plataforma TVING (así como por Amazon Prime Video en algunas partes del mundo) el 30 de diciembre de 2022, y luego se emitió desde el 10 hasta el 25 de febrero por el canal tvN, los viernes y sábados a las 22:10 (hora local coreana); la segunda parte se emitió desde el 24 de febrero hasta el 10 de marzo de 2023.

## Sinopsis
Won Mi-ho, como hija única de su padre, dirige el Grupo Daehan. Su actitud arrogante y egoísta hace que cometa un gran error. Esto provoca la furia del padre, que la destierra a la isla de Jeju. Allí, la asignan para trabajar como profesora de ética en una escuela secundaria. Sin embargo, al llegar se da cuenta de que la isla se encuentra envuelta en un torbellino de caos y dominada por el mal. Mi-ho conoce a otras personas en la isla, y juntos luchan contra él.

## Reparto

### Principal
- Kim Nam-gil como Van, un ser que es solo medio humano.[5][6]
  - Kim Seo-joon como el joven Ban.[7]
- Lee Da-hee como Won Mi-ho.[6][8]
- Cha Eun-woo como el sacerdote y exorcista católico Geovanny/ Kang Chan-hyuk.[9][10]
- Sung Joon como Gung-tan.[11]
  - Kim Min-jun como el joven Gungtan.[12]

### Secundario

#### Casa de la abuela Haenyeo
- Go Doo-shim como Geum Baek-ju.[13]
- Heo Jung-hee como Yeom-ji.[7][14]

#### Grupo Daehan
- Jeon Kuk-hwan como Won Tae-han.[7]
- Oh Kwang-rok, una persona que oculta su identidad y que trabaja de mayordomo de la familia de Won Mi-ho, a la que ayuda.[15]
- Lee Soon-won como el secretario Kang.[7]

#### Jijangjong
- Park Geun-hyung como Jong Ryung, el jefe de una organización secreta para combatir a Jeongyeomgwi, un monstruo que surge para destruir el mundo.[16]
- Kang Hyun-joong como un monje.[7]
- Keum Kwang-san como el monje Ho Beob-seung.[7]
- Park Seo-gyeong como el joven Won Jeong.[7]

#### Escuela Secundaria Tamra
- Yoo Seung-ok como Han Su-jin.[17]
- Kim Ki-cheon como Lee San-il.[7]
- Jung Soo-bin como Lee Su-ryun, una chica de secundaria que tiene una relación especial con Ban y Mi-ho.[18]

#### Otros
- Yoo Yi-jun como Kyung-jun.[19]
- Jeon Ji‑hwan.[7]
- Kim Jin-man.[7]
- Kim Sung-oh como Yul.[20]

### Apariciones especiales
- Choi Tae-joon como Chan-hee.[21]
- Kim Min-joon.[22]

## Producción
La serie está basada en un popular webtoon del mismo título escrito por Yoo In-wan y dibujado por Yang Kyung-il. Se trata de la primera colaboración entre YLab, una compañía de producción de contenido caracterizada por crear superhéroes al estilo coreano, y Studio Dragon, compañía líder en producción de dramas. Por otra parte, es también el primer título que forma parte del contrato de suministro de contenidos que la productora Studio Dragon firmó en octubre de 2022 con Amazon Prime Video. A este título le seguirán otros nueve.
Originalmente había sido elegida la actriz Seo Ye-ji para interpretar a Mi-ho; sin embargo, después de las controversias en las que se vio envuelta en abril de 2021, Seo se retiró de la serie y fue reemplazada por Lee Da-hee.
El reparto de protagonistas de la serie se confirmó a finales de septiembre de 2021, y el rodaje estaba programado para comenzar al mes siguiente. El 20 de diciembre se informó de que la protagonista Lee Da-hee había sufrido un accidente durante las tomas de una escena de acción, motivo por el cual no pudo asistir a la conferencia de prensa en línea de presentación del programa de telerrealidad de Netflix Cielo para dos. La agencia de la actriz, Studio Santa Claus, confirmó el accidente, que le produjo una lesión en el cuello calificada como «no grave».
El primer tráiler se publicó el 8 de noviembre de 2022, y el segundo el 25 del mismo mes. El 29 se publicaron imágenes de la primera lectura del guion. El 22 de diciembre se presentó la serie a la prensa en el Conrad Hotel (Yeouido, Seúl) con la presencia del director y los protagonistas.

## Audiencia
| Temporada | Temporada | Episodio número | Episodio número | Episodio número | Episodio número | Episodio número | Episodio número | Promedio |
| Temporada | Temporada | 1               | 2               | 3               | 4               | 5               | 6               | Promedio |
| --------- | --------- | --------------- | --------------- | --------------- | --------------- | --------------- | --------------- | -------- |
|           | 1         | 637             | 281             | 543             | 363             | 488             | 280             | 432      |

| Episodio | Fecha de emisión      | Índices de audiencia (Nielsen Korea) | Índices de audiencia (Nielsen Korea) |
| Episodio | Fecha de emisión      | Nacional                             | Seúl                                 |
| --- | --------------------- | ------------------------------------ | ------------------------------------ |
| 1 | 10 de febrero de 2023 | 2,833 % (1.ª)                        | 3,042 % (1.ª)                        |
| 2 | 11 de febrero de 2023 | 2,046 % (5.ª)                        | 2,417 % (3.ª)                        |
| 3 | 17 de febrero de 2023 | 2,362 % (2.ª)                        | 2,723 % (2.ª)                        |
| 4 | 18 de febrero de 2023 | 1,515 % (8.ª)                        | 1,984 % (3.ª)                        |
| 5 | 24 de febrero de 2023 | 2,095 % (2.ª)                        | 2,619 % (2.ª)                        |
| 6 | 25 de febrero de 2023 | 1,3 % (15.ª)                         | —                                    |
| Promedio | Promedio              | 2,025 %                              | —                                    |
| - En la tabla superior, aparecen en azul los índices más bajos, y en rojo los más altos. - Esta serie se emitió en un canal de cable o televisión de pago, que normalmente tiene una audiencia menor en comparación con las emisoras públicas o de televisión en abierto (KBS, SBS, MBC y EBS). |                       |                                      |                                      |

## Premios y nominaciones
| Año  | Premios                | Categoría                                     | Candidato   | Resultado | Ref.          |
| ---- | ---------------------- | --------------------------------------------- | ----------- | --------- | ------------- |
| 2023 | Blue Dragon Series     | Mejor actor revelación                        | Cha Eun-woo | Nominado  | [ 34 ]        |
| 2023 | Asian Academy Creative | Mejor producción original para OTT (nacional) | Island      | Ganadora  | [ 35 ] [ 36 ] |